# William Alanson White
William Alanson White (ur. 1870 w Brooklynie, zm. 7 marca 1937) – amerykański lekarz neurolog i psychiatra. Studiował na Cornell University od 1885 do 1889, dwa lata później otrzymał tytuł doktora medycyny z Long Island College Hospital. Na jego cześć nazwano William Alanson White Institute.
Był przewodniczącym American Psychopathological Association w 1922, American Psychiatric Association w latach 1924–1925 i American Psychoanalytical Society w 1928.